# Campionat de França de Rugbi de Segona Divisió (2014-2015)
El Campionat de França de rugbi Pro D2 2014-2015, en el que el vigent campió era el Lyon Olympique Universitaire, que va jugar al Top-14 durant la temporada 2015-2016, s'inicià el 23 d'agost del 2014. La Section Paloise, al primer lloc de la classificació, va guanyar el campionat i va pujar al Top 14. El SU Agen va classificar-se també després d'un partit molt disputat contra el Stade Montois.

## Fase preliminar
| Clubs                    | SUA     | SCA     | SACA    | ASBH    | BO      | CSBJ    | U SC    | USCO    | USDR    | RCME    | SM      | USM     | RCNM    | SP      | USAP    | TPR     |
| ------------------------ | ------- | ------- | ------- | ------- | ------- | ------- | ------- | ------- | ------- | ------- | ------- | ------- | ------- | ------- | ------- | ------- |
| SU Agen                  |         | 15 – 9  | 41 – 5  | 30 – 13 | 12 – 3  | 33 – 36 | 41 – 31 | 29 – 11 | 22 – 17 | 34 – 29 | 28 – 19 | 24 – 13 | 48 – 8  | 41 – 20 | 23 – 26 | 31 – 9  |
| SC Albi                  | 22 – 9  |         | 28 – 16 | 23 – 27 | 34 – 16 | 16 – 9  | 34 – 22 | 29 – 26 | 24 – 20 | 48 – 18 | 19 – 23 | 21 – 9  | 17 – 13 | 34 – 27 | 19 – 21 | 19 – 16 |
| Stade aurillacois        | 19 – 12 | 19 – 20 |         | 28 – 13 | 24 – 20 | 54 – 21 | 15 – 10 | 20 – 13 | 42 – 6  | 48 – 17 | 27 – 18 | 25 – 9  | 33 – 11 | 34 – 25 | 52 – 14 | 11 – 7  |
| AS Béziers Hérault       | 31 – 27 | 18 – 16 | 14 – 19 |         | 17 – 9  | 19 – 0  | 16 – 12 | 22 – 6  | 29 – 15 | 63 – 14 | 22 – 21 | 38 – 13 | 23 – 22 | 22 – 23 | 17 – 20 | 41 – 17 |
| Biarritz Olympique       | 42 – 18 | 14 – 6  | 16 – 15 | 21 – 16 |         | 40 – 0  | 28 – 11 | 30 – 3  | 24 – 17 | 21 – 3  | 24 – 20 | 26 – 17 | 34 – 19 | 0 – 20  | 23 – 18 | 52 – 10 |
| CS Bourgoin-Jallieu      | 13 – 9  | 23 – 32 | 23 – 23 | 49 – 7  | 6 – 27  |         | 25 – 19 | 23 – 11 | 18 – 18 | 25 – 20 | 21 – 16 | 14 – 20 | 37 – 18 | 12 – 17 | 22 – 3  | 42 – 16 |
| U S Carcassonnaise       | 32 – 24 | 24 – 13 | 12 – 16 | 23 – 14 | 25 – 18 | 25 – 23 |         | 40 – 25 | 40 – 17 | 20 – 17 | 17 – 28 | 27 – 12 | 15 – 13 | 40 – 27 | 42 – 20 | 36 – 33 |
| US Colomiers             | 26 – 21 | 16 – 17 | 15 – 11 | 9 – 12  | 42 – 33 | 24 – 17 | 20 – 17 |         | 19 – 10 | 15 – 7  | 13 – 15 | 27 – 14 | 27 – 19 | 50 – 10 | 32 – 15 | 34 – 17 |
| US Dax Rugby             | 17 – 10 | 24 – 29 | 16 – 3  | 28 – 16 | 29 – 28 | 20 – 26 | 6 – 15  | 16 – 34 |         | 37 – 10 | 18 – 15 | 17 – 12 | 12 – 3  | 8 – 20  | 19 – 12 | 33 – 15 |
| RC Massy Essonne         | 27 – 29 | 16 – 19 | 34 – 25 | 19 – 10 | 10 – 18 | 27 – 25 | 39 – 29 | 20 – 27 | 50 – 13 |         | 39 – 32 | 19 – 24 | 39 – 25 | 12 – 14 | 20 – 29 | 23 – 18 |
| Stade montois            | 9 – 11  | 26 – 17 | 27 – 3  | 32 – 18 | 23 – 15 | 22 – 6  | 30 – 18 | 24 – 26 | 16 – 3  | 25 – 22 |         | 30 – 20 | 29 – 0  | 15 – 6  | 23 – 9  | 47 – 19 |
| US Montauban             | 23 – 33 | 17 – 12 | 23 – 13 | 26 – 15 | 43 – 3  | 30 – 0  | 30 – 13 | 23 – 16 | 21 – 17 | 52 – 36 | 17 – 19 |         | 17 – 18 | 22 – 24 | 24 – 19 | 31 – 13 |
| RC Narbonne Méditerranée | 23 – 15 | 38 – 22 | 33 – 17 | 25 – 15 | 7 – 20  | 16 – 16 | 33 – 20 | 10 – 19 | 47 – 20 | 31 – 25 | 12 – 20 | 28 – 24 |         | 11 – 36 | 31 – 21 | 36 – 23 |
| Section Paloise          | 26 – 21 | 35 – 10 | 41 – 3  | 45 – 5  | 41 – 6  | 19 – 16 | 23 – 24 | 45 – 10 | 22 – 15 | 26 – 3  | 30 – 15 | 31 – 5  | 25 – 12 |         | 22 – 19 | 16 – 20 |
| USA Perpinyà             | 32 – 16 | 21 – 22 | 15 – 15 | 28 – 25 | 48 – 15 | 42 – 0  | 40 – 15 | 22 – 9  | 37 – 8  | 42 – 21 | 25 – 21 | 48 – 17 | 38 – 12 | 22 – 15 |         | 23 – 19 |
| Tarbes Pyrénées Rugby    | 20 – 25 | 28 – 23 | 25 – 15 | 35 – 22 | 26 – 21 | 9 – 0   | 21 – 14 | 44 – 30 | 28 – 22 | 26 – 7  | 26 – 16 | 12 – 12 | 44 – 30 | 23 – 23 | 16 – 15 |         |

## Classificació
| Classificació general de la Pro D2 | Classificació general de la Pro D2 | Classificació general de la Pro D2 | Classificació general de la Pro D2 | Classificació general de la Pro D2 | Classificació general de la Pro D2 | Classificació general de la Pro D2 | Classificació general de la Pro D2 | Classificació general de la Pro D2 | Classificació general de la Pro D2 | Classificació general de la Pro D2 | Classificació general de la Pro D2 | Classificació general de la Pro D2 | Classificació general de la Pro D2 | Classificació general de la Pro D2 |
| Class.                             | Clubs                              | Pts                                | J                                  | G                                  | E                                  | P                                  | B0                                 | BD                                 | pf                                 | pc                                 | p±                                 | af                                 | ac                                 | a±                                 |
| ---------------------------------- | ---------------------------------- | ---------------------------------- | ---------------------------------- | ---------------------------------- | ---------------------------------- | ---------------------------------- | ---------------------------------- | ---------------------------------- | ---------------------------------- | ---------------------------------- | ---------------------------------- | ---------------------------------- | ---------------------------------- | ---------------------------------- |
| 1.                                 | Section Paloise                    | 94                                 | 30                                 | 20                                 | 1                                  | 9                                  | 10                                 | 2                                  | 754                                | 530                                | 224                                | 82                                 | 39                                 | 43                                 |
| 2.                                 | Stade montois                      | 83                                 | 30                                 | 18                                 | 0                                  | 12                                 | 4                                  | 7                                  | 676                                | 531                                | 145                                | 65                                 | 38                                 | 27                                 |
| 3.                                 | USA Perpinyà                       | 82                                 | 30                                 | 17                                 | 1                                  | 12                                 | 7                                  | 5                                  | 744                                | 615                                | 129                                | 72                                 | 56                                 | 16                                 |
| 4.                                 | SU Agen                            | 81                                 | 30                                 | 17                                 | 0                                  | 13                                 | 7                                  | 6                                  | 732                                | 611                                | 121                                | 64                                 | 53                                 | 11                                 |
| 5.                                 | SC Albi                            | 80                                 | 30                                 | 18                                 | 0                                  | 12                                 | 2                                  | 6                                  | 651                                | 606                                | 45                                 | 52                                 | 50                                 | 2                                  |
| 6.                                 | Stade aurillacois                  | 77                                 | 30                                 | 16                                 | 2                                  | 12                                 | 6                                  | 3                                  | 650                                | 579                                | 71                                 | 52                                 | 47                                 | 5                                  |
| 7.                                 | Biarritz Olympique                 | 77                                 | 30                                 | 17                                 | 0                                  | 13                                 | 6                                  | 3                                  | 647                                | 580                                | 67                                 | 68                                 | 49                                 | 19                                 |
| 8.                                 | US Colomiers                       | 69                                 | 30                                 | 16                                 | 0                                  | 14                                 | 1                                  | 4                                  | 635                                | 632                                | 3                                  | 48                                 | 60                                 | -12                                |
| 9.                                 | U S Carcassonnaise                 | 66                                 | 30                                 | 15                                 | 0                                  | 15                                 | 2                                  | 4                                  | 688                                | 706                                | -18                                | 60                                 | 69                                 | -9                                 |
| 10.                                | US Montauban                       | 64                                 | 30                                 | 13                                 | 1                                  | 16                                 | 5                                  | 5                                  | 620                                | 638                                | -18                                | 60                                 | 62                                 | -2                                 |
| 11.                                | AS Béziers Hérault                 | 63                                 | 30                                 | 14                                 | 0                                  | 16                                 | 2                                  | 5                                  | 620                                | 655                                | -35                                | 55                                 | 59                                 | -4                                 |
| 12.                                | Tarbes Pyrénées Rugby              | 62                                 | 30                                 | 13                                 | 2                                  | 15                                 | 0                                  | 6                                  | 635                                | 750                                | -115                               | 57                                 | 74                                 | -17                                |
| 13.                                | CS Bourgoin-Jallieu                | 52                                 | 30                                 | 11                                 | 3                                  | 16                                 | 2                                  | 4                                  | 548                                | 652                                | -104                               | 50                                 | 63                                 | -13                                |
| 14.                                | RC Narbonne Méditerranée           | 50                                 | 30                                 | 11                                 | 1                                  | 18                                 | 1                                  | 3                                  | 604                                | 746                                | -142                               | 54                                 | 71                                 | -17                                |
| 15.                                | US Dax Rugby                       | 47                                 | 30                                 | 10                                 | 1                                  | 19                                 | 1                                  | 4                                  | 518                                | 687                                | -169                               | 44                                 | 60                                 | -16                                |
| 16.                                | RC Massy Essonne                   | 41                                 | 30                                 | 8                                  | 0                                  | 22                                 | 1                                  | 8                                  | 643                                | 847                                | -204                               | 58                                 | 91                                 | -33                                |

## Lliguetes d'ascens
| Resultats les semifinal d'ascens | Resultats les semifinal d'ascens | Resultats les semifinal d'ascens |
| -------------------------------- | -------------------------------- | -------------------------------- |
| Stade Montois                    | 22 – 8                           | SC Albi                          |
| USA Perpinyà                     | 32 – 32                          | SU Agen                          |

| Resultat de la final d'ascens | Resultat de la final d'ascens | Resultat de la final d'ascens |
| ----------------------------- | ----------------------------- | ----------------------------- |
| Stade Montois                 | 15 – 16                       | SU Agen                       |